# Salle KKZ Ukraine
La salle KKZ Ukraine (ukrainien : Кіноконцертна зала «Україна») est une des plus grandes salles de spectacle de la ville de Kharkiv en Ukraine.

## Histoire
Elle se trouve dans le parc Chevtchenko de la ville. En 1946 a été ouvert un amphithéâtre de plein air dans le parc, ce n'est qu'en 1963 qu'il fut couvert. Il a été classé en 1980.

## En images

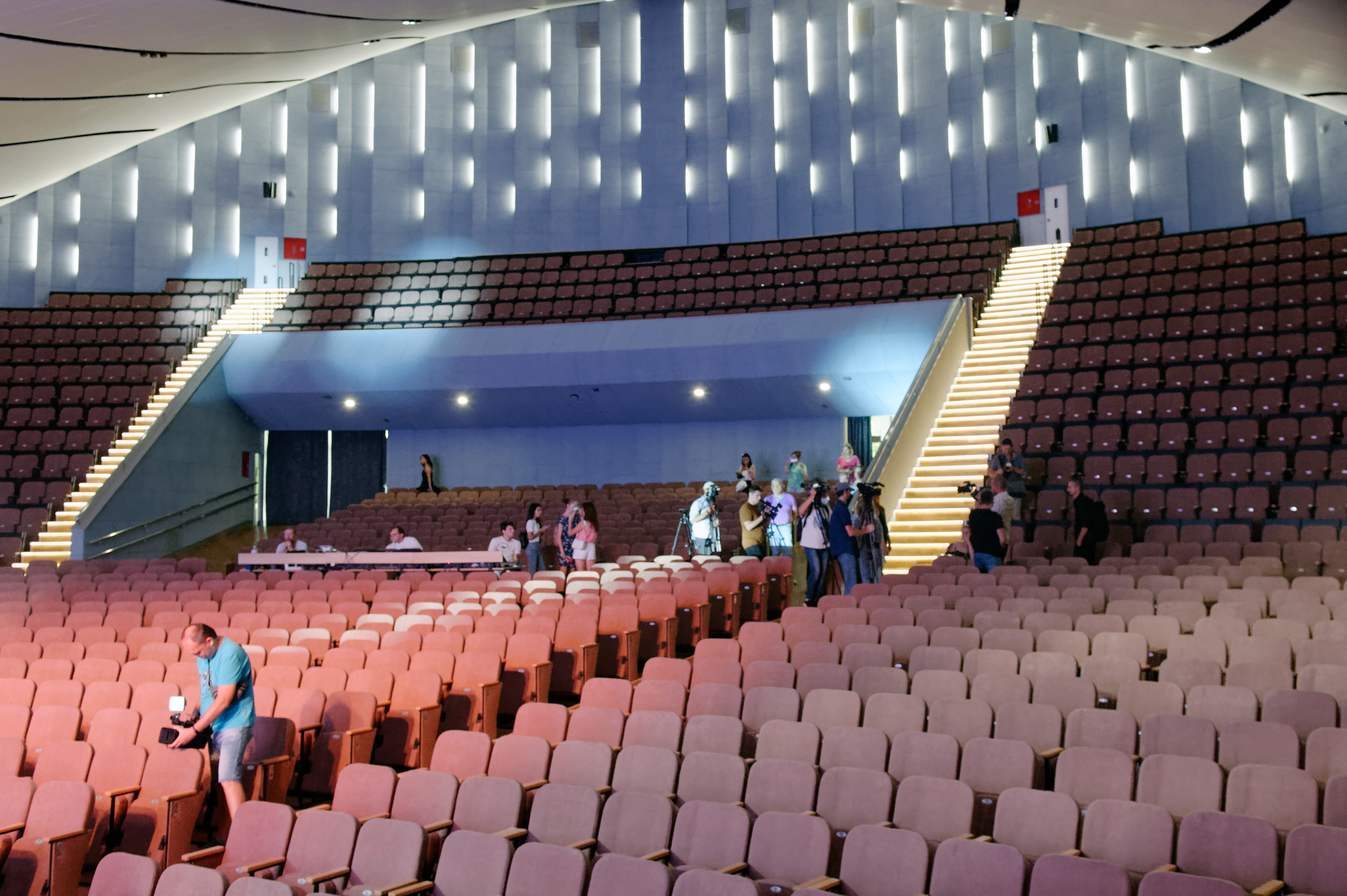
Intérieur.
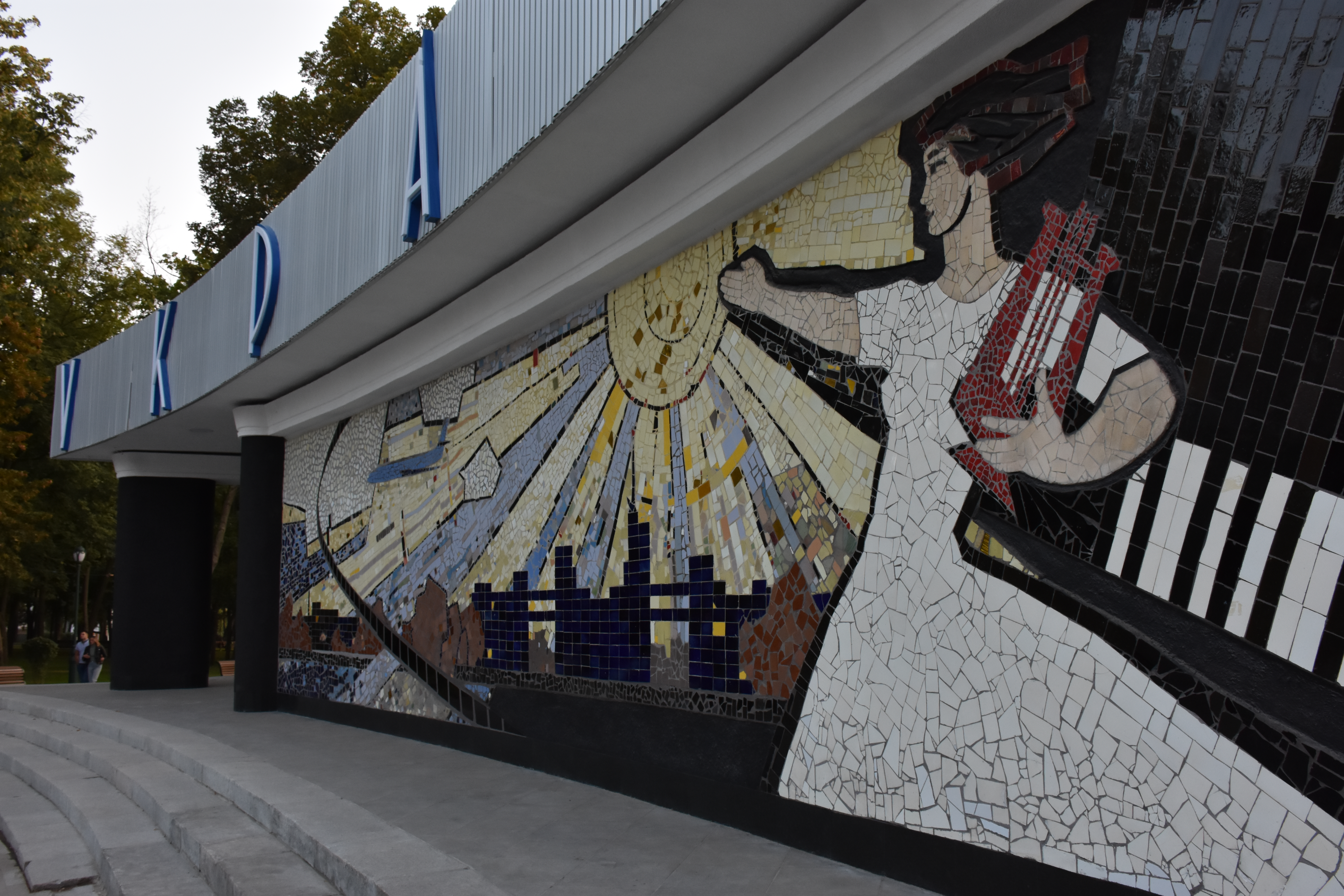
Décoration extérieure.
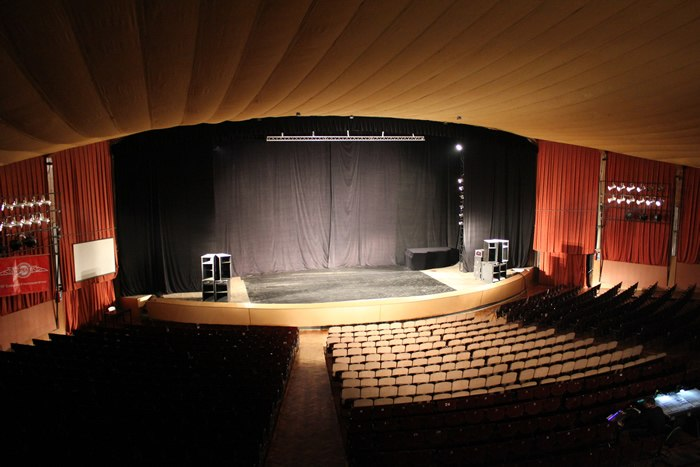
La scène.